# Turčić
 Turčić  (olaszul: Turcici) falu Horvátországban Tengermellék-Hegyvidék megyében. Közigazgatásilag Malinska-Dubašnica községhez tartozik.

## Fekvése
Krk északnyugati részén Malinskától 2 km-re délnyugatra fekszik. A szigetnek ezt a részét, ahova Turčić és a környező települések is tartoznak Dubašnicának hívják.

## Története
A település nevét egykori lakóiról a Turčić családról kapta, akik közül többen  ma is a szigeten, főként Malinskán élnek. A sziget 1480-tól közvetlenül Velencei Köztársasághoz tartozott. Dubašnica volt a Krk-sziget egyetlen része, ahol ebben a korban városi település nem alakult ki. Ezt a vidéket egykor nagy kiterjedésű erdők és köztük legelők borították, az újonnan érkező lakosság azonban fokozatosan szántókká változtatta. A napóleoni háborúk egyik következménye a 18. század végén a Velencei Köztársaság megszűnése volt. Napóleon bukása után Krk is osztrák kézre került, majd a 19. század folyamán osztrák uralom alatt állt. 1867-től 1918-ig az Osztrák-Magyar Monarchia része volt. 1857-ben 60, 1910-ben 55 lakosa volt. Az Osztrák–Magyar Monarchia bukását rövid olasz uralom követte, majd a település a Szerb–Horvát–Szlovén Királyság része lett. A második világháború idején előbb olasz, majd német csapatok szállták meg. A háborút követően újra Jugoszlávia, majd az önálló horvát állam része lett. 2011-ben 22 lakosa volt.

## Nevezetességei
A település központjában áll Szent Rókus tiszteletére szentelt kápolnája. Egyszerű négyszög alaprajzú épület, homlokzata felett kis méretű nyitott római típusú harangtoronnyal, benne egy haranggal. A dubašnicai plébániához tartozik.
Már korábban állt itt egy háromhajós Szent Apollónia-templom, melyhez 1618-ban harangtornyot építettek, amely a liturgikus célja mellett őrhely és erőd szerepét is betöltötte. Ugyanebben az évben a harangtorony új harangokat kapott, melyeket Velencében a régi templomok harangjainak bronzából öntöttek. A 19. század folyamán a templomot teljesen szétszedték, és az anyagból Bogovićiban új templomot építettek. Így csak a harangtorony és a temető maradt a régi helyen. A mai temető területén még láthatóak a régi templom alapjainak maradványai.

## Lakosság
| Lakosság változása | Lakosság változása | Lakosság változása | Lakosság változása | Lakosság változása | Lakosság változása | Lakosság változása | Lakosság változása | Lakosság változása | Lakosság változása | Lakosság változása | Lakosság változása | Lakosság változása | Lakosság változása | Lakosság változása | Lakosság változása |
| ------------------ | ------------------ | ------------------ | ------------------ | ------------------ | ------------------ | ------------------ | ------------------ | ------------------ | ------------------ | ------------------ | ------------------ | ------------------ | ------------------ | ------------------ | ------------------ |
| 1857               | 1869               | 1880               | 1890               | 1900               | 1910               | 1921               | 1931               | 1948               | 1953               | 1961               | 1971               | 1981               | 1991               | 2001               | 2011               |
| 60                 | 66                 | 65                 | 65                 | 60                 | 55                 | 56                 | 44                 | 38                 | 36                 | 25                 | 30                 | 23                 | 24                 | 17                 | 22                 |